# Chuck Billy
Chuck Billy, né le 23 juin 1962, est un chanteur américain, il est principalement connu pour sa participation au groupe de Thrash metal Testament. Chuck Billy est un représentant de l'ethnie amérindienne des Pomos.

## Testament
Chuck Billy remplace Steve Souza, qui deviendra le chanteur d'Exodus, dans le milieu des années 1980 lorsque le groupe se nommait encore Legacy.
Après son arrivée, Testament sort son premier album nommé The Legacy en 1987. La seule chanson écrite par Chuck Billy sur cet album est Do or Die.
Bien que la composition de Testament ait changé au fil des années, Chuck est resté le seul membre constant avec le guitariste Eric Peterson. Le style vocal de Chuck a évolué d'un chant clair typique du thrash sur les premiers albums vers un chant plus proche du death sur les derniers. Depuis l'album Low, il mélange ces deux styles et utilise parfois les deux sur une même chanson.
Sur scène, Chuck est réputé pour faire du air guitar de manière animée lorsqu'il ne chante pas.
En 1996, alors que Testament ne dispose plus de contrat avec un label, il décide d'être candidat au poste de chanteur de Sepultura pour remplacer Max Cavalera, mais le groupe jette son dévolu sur Derrick Green avant que Billy ne leur transmette ses enregistrements de Territory, Refuse/Resist et une version de Choke dont il a écrit les paroles.
En 2005 il fonde le groupe Dublin Death Patrol, un projet réunissant une dizaine de membres de formations de la scène californienne (Exodus, Lääz Rockit, Vio-lence, Telsa), dont ses frères Andy et Eddie Billy et Steve Souza.
Chuck Billy est le fondateur, avec Maria Ferrero  et les propriétaires de Megaforce Records Marsha et Jon Zazula, de la société de management Breaking Bands LLC  qui gère les intérêts de groupes comme Soilwork ou les Français de T.A.N.K. De 2014 à 2016, il s'occupe en particulier d'Exodus. Rob Dukes le rendra responsable de son éviction du groupe et de son remplacement par Steve Souza.

## Participation à d'autres projets
- Chuck Billy a notamment collaboré en 2009 avec le groupe Light This City sur la chanson Firehaven de l'album Stormchaser où il chante en duo avec la chanteuse et screameuse du groupe :Laura Nichol.